# Guglielmo Lamormaini
Guglielmo Lamormaini (Manhay, 29 dicembre 1570 – Vienna, 22 febbraio 1648) è stato un gesuita e teologo austriaco.
Gesuita, fu confessore dell'Imperatore Ferdinando II.

## Biografia
Lamormaini studiò a Treviri e proseguì a Praga, dove ricevette il grado del suo dottorato, e nel 1590 entrò nella Compagnia di Gesù. Si recò quindi all'Università di Graz come professore di filosofia nel 1600, divenne professore di teologia nel 1606 e nel 1614 fu nominato rettore dell'Università Gesuita locale.
Tra gli anni 1621 e 1623 visse a Roma, nel 1637 divenne rettore dell'Università accademica di Vienna. Alla morte del collega Martin Becanus divenne confessore di Ferdinando II e in questa veste il suo nome appare negli affari politici del tempo.
Fu stimato e influente consigliere dell'imperatore, tanto che i suoi nemici consideravano i Gesuiti come i reali governatori dell'impero. Quando nel 1629 i protestanti furono costretti dall'Editto di restituzione a rinunciare ad ogni proprietà ecclesiastica a vantaggio dei cattolici, Lamormaini ne fu la vera anima e artefice, oltre che regista.
Rappresentò la parte principale della Controriforma in Austria, Stiria, Boemia, e Moravia.
Lamormaini fu un grande dotto, pio, senza pretese, e di abitudini spartane. Papa Urbano VIII lo definì: «...verus et omnibus numeris absolutus Jesu socius» cioè "un vero e perfetto compagno di Gesù".

## Opere
Fu autore di un'importante biografia di Ferdinando II dal titolo: Ferdinando II, Romanorum Imperatoris, Virtutes.
Tra le altre opere:
- (LA) Pompeus Coroninus e Guillaume Germé de Lamormain, Disputatio Philosophica De Mvndo, Graecii Styriae, Georgius Widmanstadius, 1604, DOI:10.5282/ubm/digi.1692.